# Lőcsei Jenő
Lőcsei Jenő (Putnok, 1956. május 11. –) Liszt Ferenc-díjas magyar táncos, koreográfus, érdemes művész, a Halhatatlanok Társulatának örökös tagja.

## Életpályája
Szülei: Lőcsei Jenő és Tóth Ildikó. Gyerekkorát Királdon töltötte. 1976-ban szerezte diplomáját az Állami Balettintézetben, majd egy évig képezte magát tovább Leningrádban mint ösztöndíjas. 1977-től tagja az Operaháznak. 1982-1987 között mint magántáncos működött, egyidejűleg a bécsi Staatsoperben is fellépett szólistaként. 1988-tól vezető szólista volt a norvég Nemzeti Balettnél. 1989-1991 között a nyugat-berlini Deutsche Oper vezető szólistája volt. 1992-1996 között Flensburgban mint balettigazgató, vezető szólista, koreográfus és balettmester működött. 1996-ban újfent az Operaháznál kezdett dolgozni, magántáncos, balettmester és koreográfus volt. 1999-2001 között a Magyar Táncművészek Szövetségének ügyvezető igazgatója volt. 2001 és 2015 között a Budapesti Operettszínház balettigazgatója, 2015-2018 koreográfusa.
Első koreográfiáját Königer Miklós Haláltánc című tévéfilmjéhez készítette, ebben főszereplőként is megjelent. 
Három fia van. Második felesége Szinetár Dóra színésznő volt. Harmadik felesége Szendy Szilvi színésznő.

## Színházi szerepei
- Crassus (Seregi L.: Spartacus);
- Colas (Ashton: A rosszul őrzött lány);
- Tűzmadár (Béjart);
- Művész (Seregi L.: A cédrus);
- Rómeó (Seregi L.: Rómeó és Júlia);
- Jézus (Fodor A.: A próba);
- Zuhatag (Ailey: A folyó);
- Herceg (Vojnonen: Diótörő);
- Desiré (Nurejev: Csipkerózsika);
- Herceg (Nurejev, ill. Grigorovics, ill. Róna V.: Diótörő);
- Kiválasztott fiú (Béjart: Tavaszünnep);
- Colas (Spoerli: A rosszul őrzött lány).
- Albert (Adam: Giselle)
- Oberon (Seregi L.: Szentivánéji álom).

## Színházi koreográfiái
Magyar Állami Operaház
- Strauss: A denevér (1997, 2002)
- Bizet: Carmen (2000)
- Bartók Béla: Csodálatos mandarin (2006)

Budapesti Operettszínház
- Kálmán Imre: Marica grófnő (2001, 2012)
- Porter: Kánkán (2002)
- Lévay: Mozart! (2003)
- Ábrahám Pál: Bál a Savoyban (2004)
- Strauss: Dr. Bőregér (2005)
- Kocsák Tibor: Abigél (2008)
- Kálmán Imre: A Bajadér (2009)
- Molnár Ferenc: A doktor úr (2010)
- Strauss: Egy éj Velencében - avagy a golyók háborúja (2011)
- Lehár Ferenc: A mosoly országa (2014)
- Eisemann Mihály: Én és a kisöcsém (2015)
- Lévay: Marie Antoinette (2016)
- Brown: Ének az esőben (2016)
- Lehár Ferenc: A víg özvegy (2017)
- Fényes Szabolcs: Maya (2018)

Szentpétervári Zenés Komédia Színház
- Strauss: A denevér
- Kálmán Imre: Marica grófnő - a bécsi Volksoperben is bemutatták.
- Offenbach: Párizsi élet (2007)
- Fall: Madame Pompadour (2010)
- Kálmán Imre: Montmartrei ibolya (2012)
- Lehár Ferenc: A mosoly országa (2014)
- Lehár Ferenc: Frasquita (2021)
- Kálmán Imre: Csárdáskirálynő (2024)

Miskolci Nemzeti Színház
- Loewe: My Fair Lady (2013)
- Lehár Ferenc: Luxemburg grófja (2019)

Szegedi Nemzeti Színház
- Szirmai Albert: Mágnás Miska (2019)

Veszprémi Petőfi Színház
Lévay Szilveszter - Michael Kunze: Mozart! (2022)

## Díjak, kitüntetések
- Liszt Ferenc-díj (1983)
- Oláh Gusztáv-emlékplakett (1984)
- Érdemes művész (1986)
- A Magyar Köztársasági Érdemrend lovagkeresztje (2008) – 2016-ban visszaadta.
- A Halhatatlanok Társulatának örökös tagja (2008)